# Callerebia kalinda
Callerebia kalinda är en fjärilsart som beskrevs av Moore 1865. Callerebia kalinda ingår i släktet Callerebia och familjen praktfjärilar. Inga underarter finns listade i Catalogue of Life.

## Bildgalleri

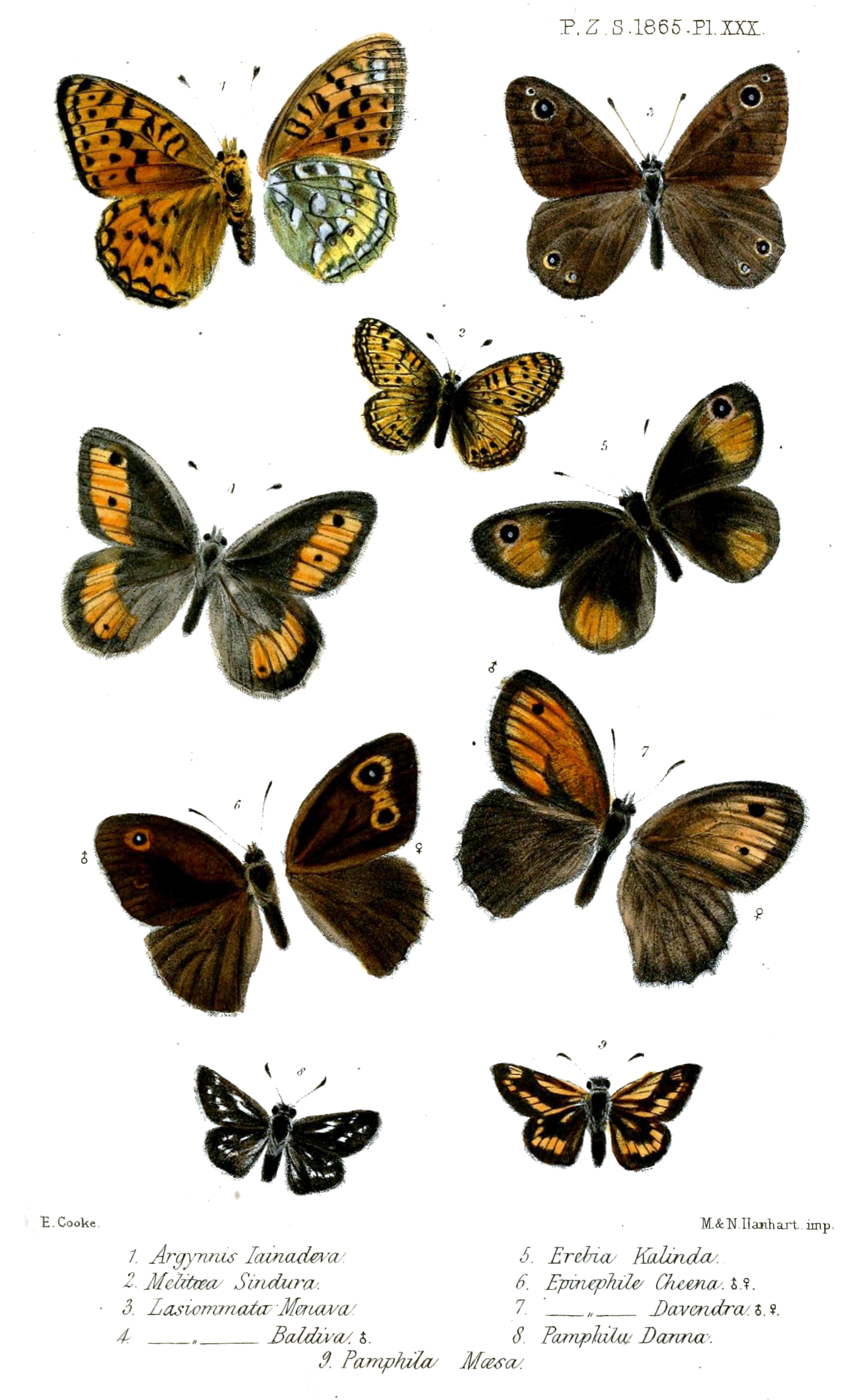
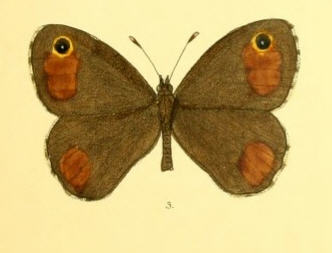
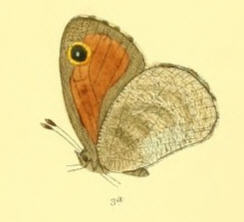
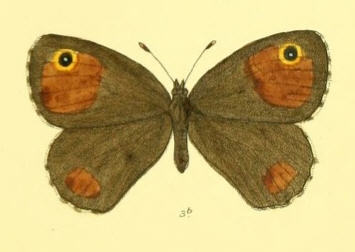